# Idaea veterata
Idaea veterata är en fjärilsart som beskrevs av Charles Stuart Gregson 1866. Idaea veterata ingår i släktet Idaea och familjen mätare. Inga underarter finns listade i Catalogue of Life.